# Fritiof Svensson
Fritiof Svensson (n. 2 iunie 1896, Bälinge⁠(d), Uppsala län, Suedia – d. 5 martie 1961, Stockholm, Suedia) a fost un luptător ce a reprezentat Suedia, medaliat olimpic. A participat la 2 ediții ale Jocurilor Olimpice (1920, 1924) în care a câștigat o medalie de bronz.